# Балтія-Друк
Балтія-Друк — видавництво, засноване подружжям Віргініюсом Строля та Рутою Малікенайте у 1997 року в Києві . 

## Історія
Видавництво «Балтія-Друк» засноване у 1997 році. Розпочало свою роботу виробництвом листівок, з 2000-го успішно розвиває напрямок туристичних путівників по Україні, а з 2001 року – подарункових альбомів та книг. 
Основна тематика видань «Балтія-Друк» стосується національного культурного надбання, історії, мистецтва, а також традицій та звичаїв українського народу. 

## Нагороди
У 2006 році видавництво отримало Подяку Кабінету міністрів України за роботу, високий професіоналізм і вагомий внесок у справу підвищення міжнародного авторитету України, розвиток видавничої справи і поліграфії.

## Видання
- Автомобільна прогулянка Україною
- Україна: литовська доба 1320—1569
- Грюнвальдська битва – битва народів